# Calle Alvear (Villa Ballester)
La Calle Alvear (114) es una importante arteria del Partido de General San Martín, en la zona norte del Gran Buenos Aires, Argentina. Atraviesa Villa Ballester Noreste.

## Toponimia
En homenaje a Carlos María de Alvear (1789-1852), militar, político y diplomático argentino de larga trayectoria que ejerció el Directorio de las Provincias Unidas del Río de la Plata durante tres meses en 1815.

## Extensión
Se inicia en la Avenida Primera Junta/Avenida Amancio Alcorta, límite con la localidad de Munro, en el Partido de Vicente López, para finalizar en el pasaje Esmeralda (P69), contra las vías del ex Ferrocarril Bartolomé Mitre, en las inmediaciones de la Estación Villa Ballester.
Entre los finales de la década de 1970 y los comienzos de 1980, fue modificado su sentido, el cual pasó de ser en dirección hacia la avenida Amancio Alcorta, ya que antes poseía el contrario.
Es uno de los extremos del corredor vial de 8,5 km de extensión —en  paralelo con la calle Lavalle (118)— integrado por la calle Corrientes/Gobernador Marcelino Ugarte y la Avenida Vélez Sársfield del vecino partido.

## Centro comercial
Alvear atraviesa el centro comercial de Villa Ballester Noreste, encontrándose en la misma numerosos establecimientos y galerías comerciales. Así también cobra importancia por concentrar el mayor número de sucursales bancarias con asiento en la localidad.

## Recorrido

### Villa Ballester Este
- 1200: inicio de la calle en su intersección con la Avenida Primera Junta/Avenida Amancio Alcorta (25).
- 2100: Cruce con la calle Combet (47) Estación de Servicio Axxion Energy.
- 2115: centro médico del Sistema de Emergencias Medicardio.
- 2200: cruce con la calle Libertad (49) (Ex-Blockbuster Video Villa Ballester, actual sucursal de Helados Chinin).
- 2480: sucursal Villa Ballester de Mega Sports.
- 2495: sucursal Villa Ballester del Banco Santander Río.
- 2498: sucursal Villa Ballester de McDonalds.
- 2500: cruce con la calle Boulevard Ballester (57).
- 2556: sucursal Villa Ballester de Frávega.
- 2566: sucursal Villa Ballester del Banco Galicia.
- 2600: cruce con la calle Lacroze (61).
- 2600: sucursal Villa Ballester de Café Martínez.
- 2615: sucursal Villa Ballester del Banco de la Nación Argentina.
- 2641: galería "San José".
- 2699: sucursal Villa Ballester de Burger King.
- 2700: cruce con la calle Pacífico Rodríguez (63).
- 2730: sucursal Villa Ballester del Banco Patagonia.
- 2754: sucursal Villa Ballester de Bonafide.
- 2760: galería "Falugue", una de las más antiguas de la localidad.
- 2800: cruce con la calle Independencia (65). A partir del mismo, doble sentido de circulación (Calle peatonal. Se permite circulación de automóviles con restricción de velocidad de circulación a 10 km/h)
- 2816: sucursal Villa Ballester de Simplicity.
- 2863: sucursal Villa Ballester del BBVA Banco Francés.
- 2899: fin de la calle en la intersección con el pasaje Esmeralda (P69). Rotonda e ingreso a la Estación Villa Ballester del Ferrocarril Bartolomé Mitre.

## Galería de imágenes

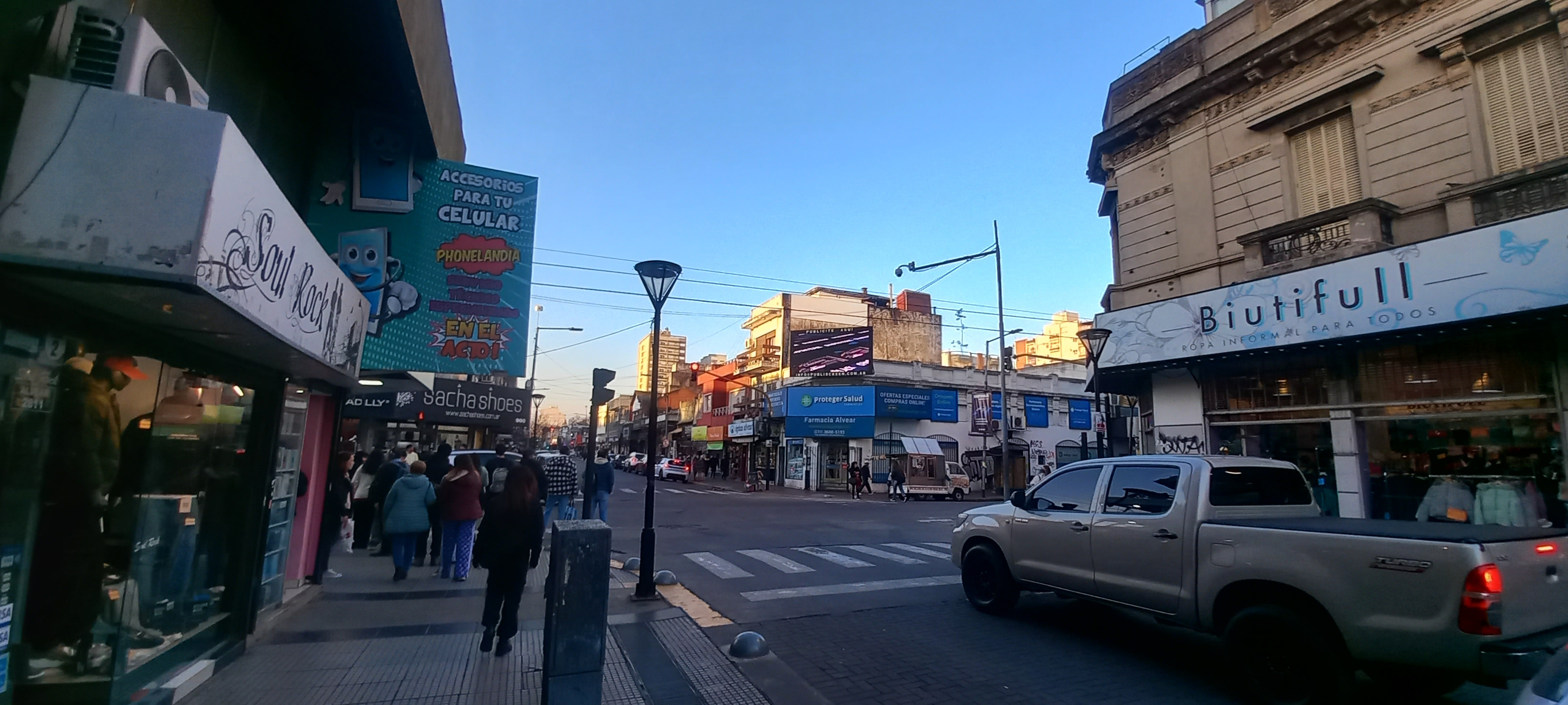
Cruce con Independencia (65)
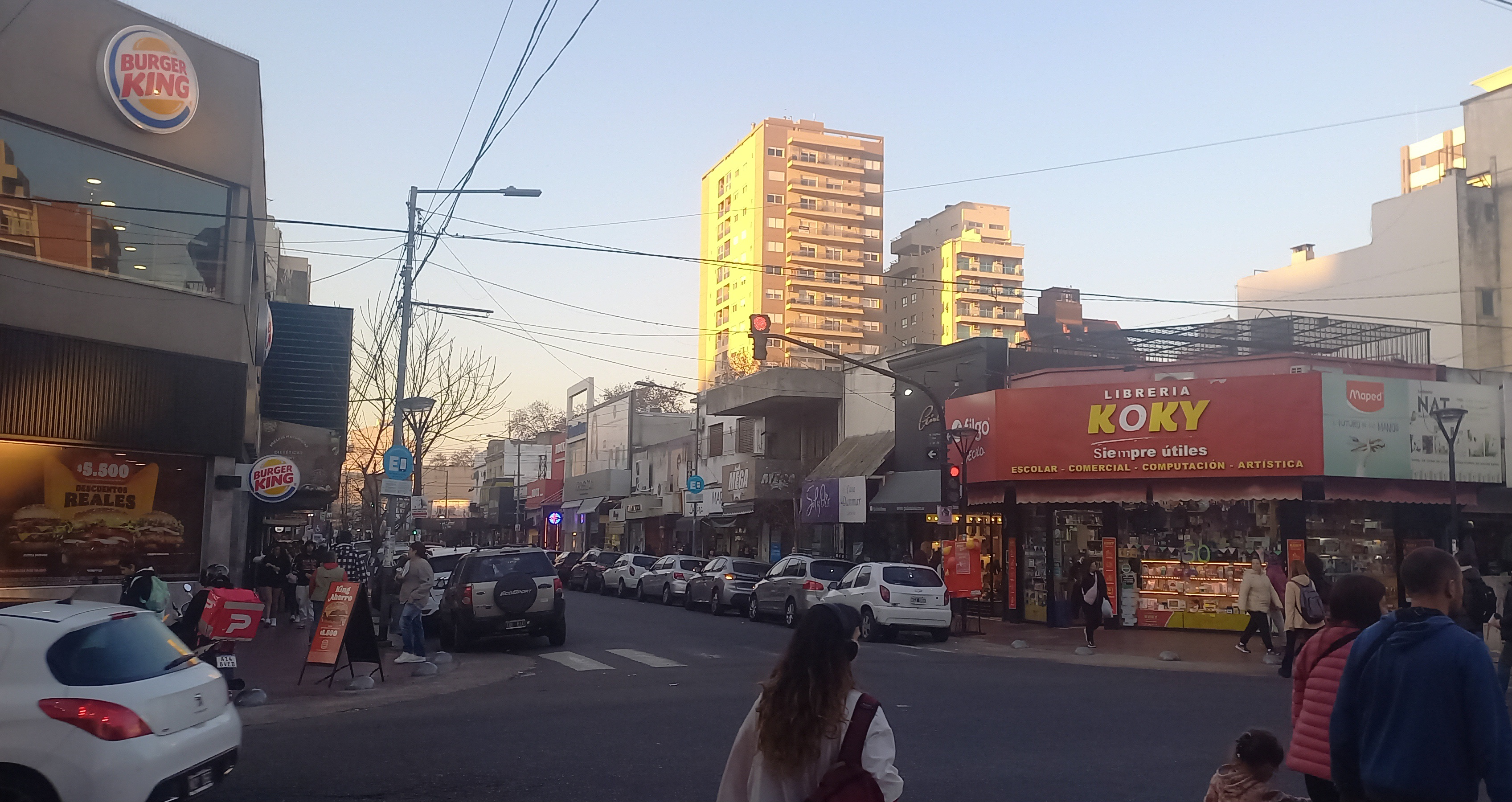
Cruce con Pacífico Rodríguez (63)
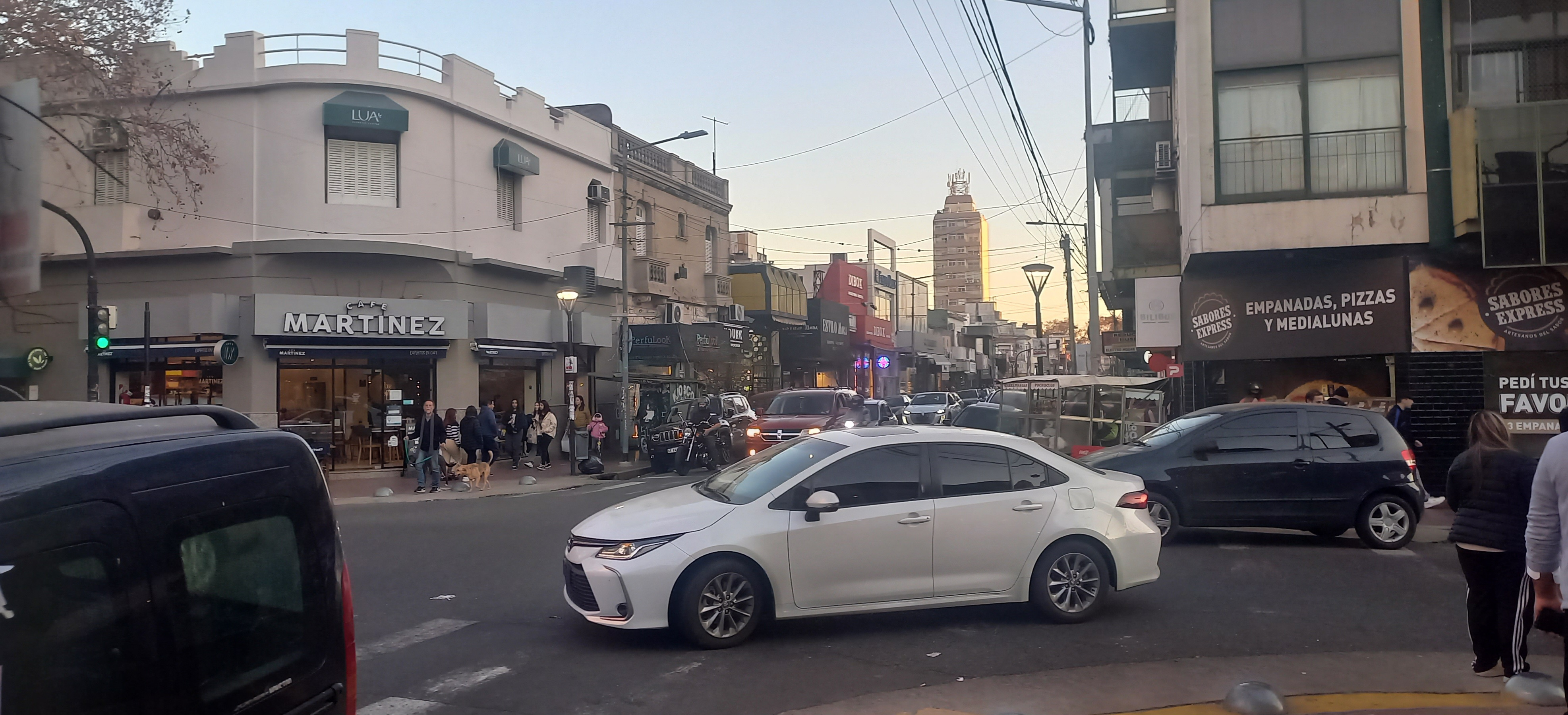
Cruce con Lacroze (61)
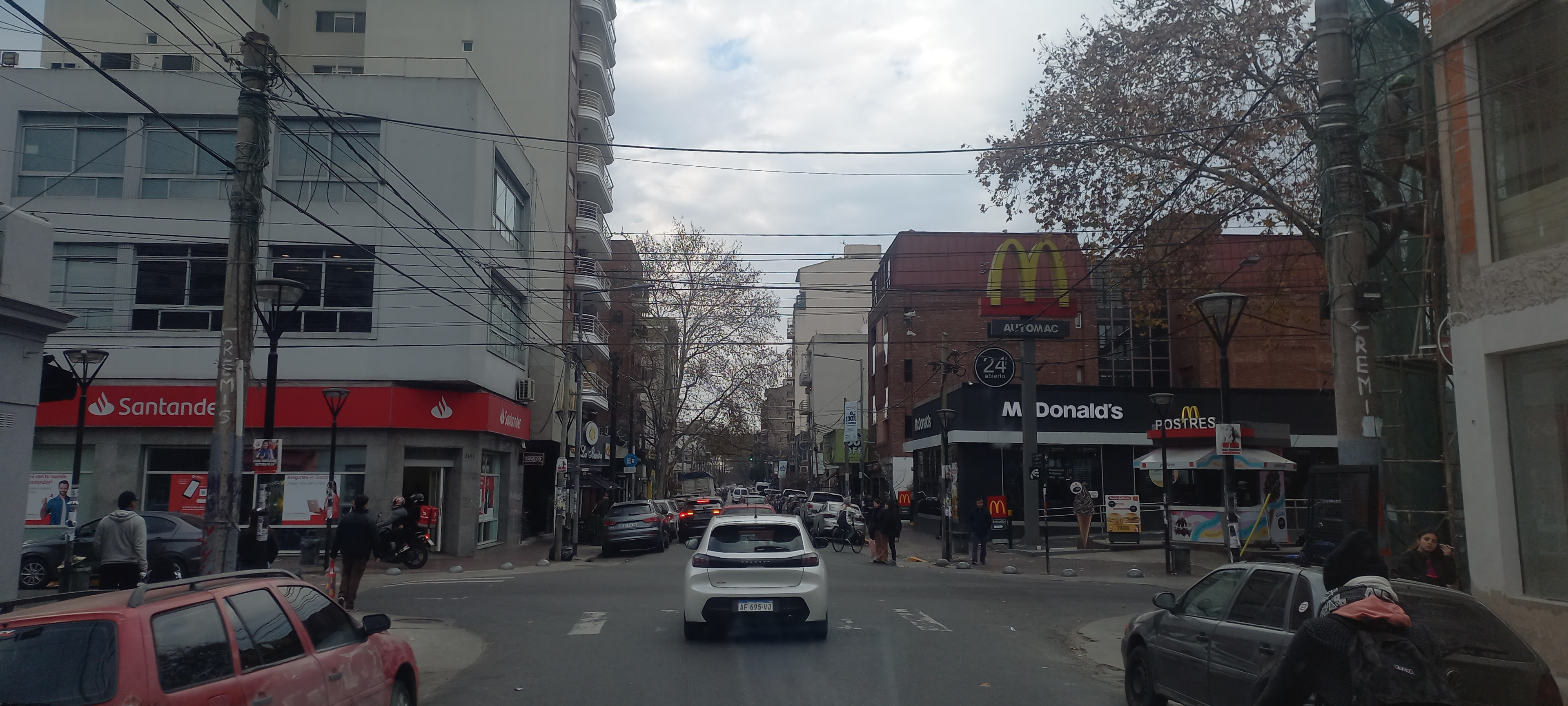
Cruce con Boulevard Ballester (57)

- Datos: Q5740372